# اچ‌ام‌اس بلیکو (۱۷۸۰)
اچ‌ام‌اس بلیکو (۱۷۸۰) (به انگلیسی: HMS Belliqueux (1780)) یک کشتی بود که طول آن ۱۶۰ فوت (۴۹ متر) بود. این کشتی در سال ۱۷۸۰ ساخته شد.